# 白河舟田・本沼遺跡群

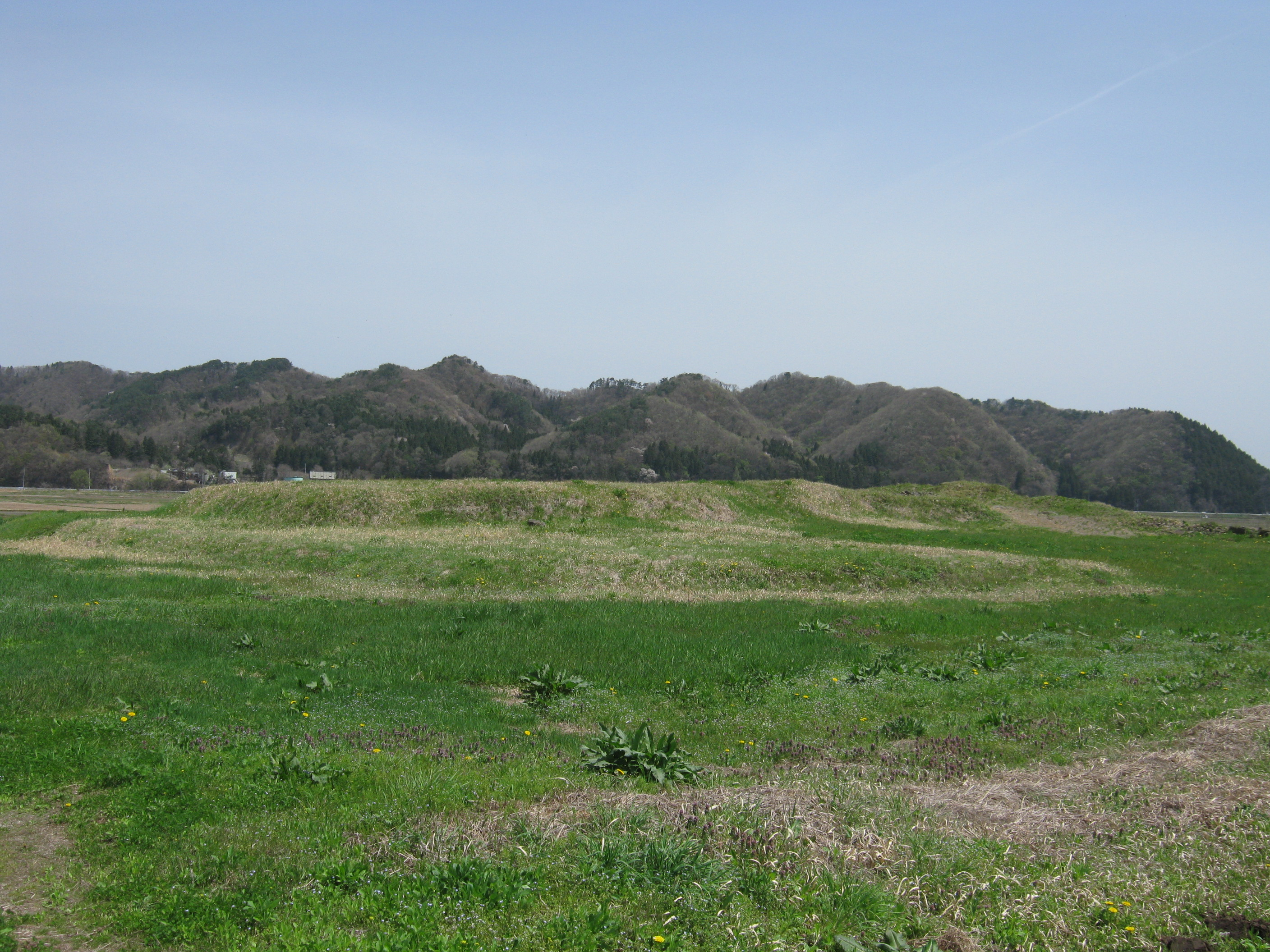
下総塚古墳

白河舟田・本沼遺跡群（しらかわふなだ・もとぬまいせきぐん）は、下総塚古墳、谷地久保古墳、舟田中道遺跡で構成されている遺跡群で、福島県白河市北部に位置する。2005年（平成17年）5月に国の史跡に指定された。

## 遺跡

### 下総塚古墳
基壇を有する前方後円墳で、墳長は71メートルである。安山岩で構築された横穴式石室は奥壁から入口まで長さ約7メートルを測る。円筒埴輪や形象埴輪が出土しているが、配置位置までは不明である。6世紀後半の築造と推定され、「白河国造」の墓である可能性も考えられる。

### 舟田中道遺跡
下総塚古墳の北西、標高315メートルほどの河岸段丘上に位置している。一辺約70メートルの規模をもつ豪族居館の跡で柵列や竪穴建物の跡が見つかっている。6世紀後半－7世紀前半の遺跡と推定され、下総塚古墳被葬者の次代を担った「白河国造」の居館と考えられる。

### 谷地久保古墳
谷地久保古墳は、上記2遺跡から約1.8キロメートル北西の丘陵南斜面に立地し、北・西・東の三方が高く南が低い、「山寄せ」と呼称される立地上の特質をもつ古墳である。1926年（大正15年）に踏査と石槨の実測がおこなわれ、1983年（昭和58年）には関西大学考古学研究室が石槨の再実測をおこない、さらに2003年（平成15年）には、白河市教育委員会が内容確認のための発掘調査をおこなった。直径約17メートルの墳丘をもつ円墳で、畿内の横口式石槨との類似が指摘され、山寄せの立地もまた畿内の終末期古墳と共通する。遺物の出土は確認されていないものの、年代は石槨の形態から7世紀末葉から8世紀初頭と推定される。

## 周辺の関連遺跡
下総塚古墳の東側に位置する借宿集落は寺院跡（借宿廃寺）がみつかっており、北東約2キロメートルには律令時代の役所跡である関和久官衙遺跡がある。下総塚古墳の北方約5キロメートルには泉崎横穴古墳もあり、これらのことから、白河舟田・本沼遺跡群一帯は古代白河地方の中心地域であったと考えられる。また、この阿武隈川沿いには多数の古墳群・遺跡が密集している。
この地域の古墳に限って見れば、本稿の遺跡以外にも泉崎村の原山1号墳は5世紀末の全長20メートルの前方後円墳である事が確認されている。また、下流の北東側に隣接して中島村に蝦夷穴横穴墓群が発見されており、その東側対岸の石川町には大壇古墳群・悪戸古墳群そして玉川村の宮前古墳群と拡がっている。宮前古墳群から阿武隈川を挟んで西側に拡がるのが矢吹町の鬼穴古墳群・弘法山古墳群と、谷中古墳群などである。ここまでの区間はおおよそ20キロメートルほどの地域である。この他にも発見されている多数の古墳・遺跡が存在する。この地域に古墳・遺跡が密集する理由として考察されているのは、これらの地域が古代白河地方の重要な地域であり、有力豪族が多数存在した証であると思われる。